# Haszakai offenzíva (2015. május)
A 2015. májusi haszakai offenzíva, más, a kurdok által használt néven Rûbar Qamishlo parancsnok hadművelet a szíriai polgárháborúban a Kurd Népvédelmi Egységek és szövetségeseinek egyik katonai hadművelet volt Haszaka kormányzóságban 2015 májusában, melyet az Iraki és Levantei Iszlám Állam ellen indítottak. Május 31-re a legtöbb hadművelet a nyugati Haszaka kormányzóságban véget ért, így a harcok kiterjedtek Tel Ábjád környékére.

## Előzmények

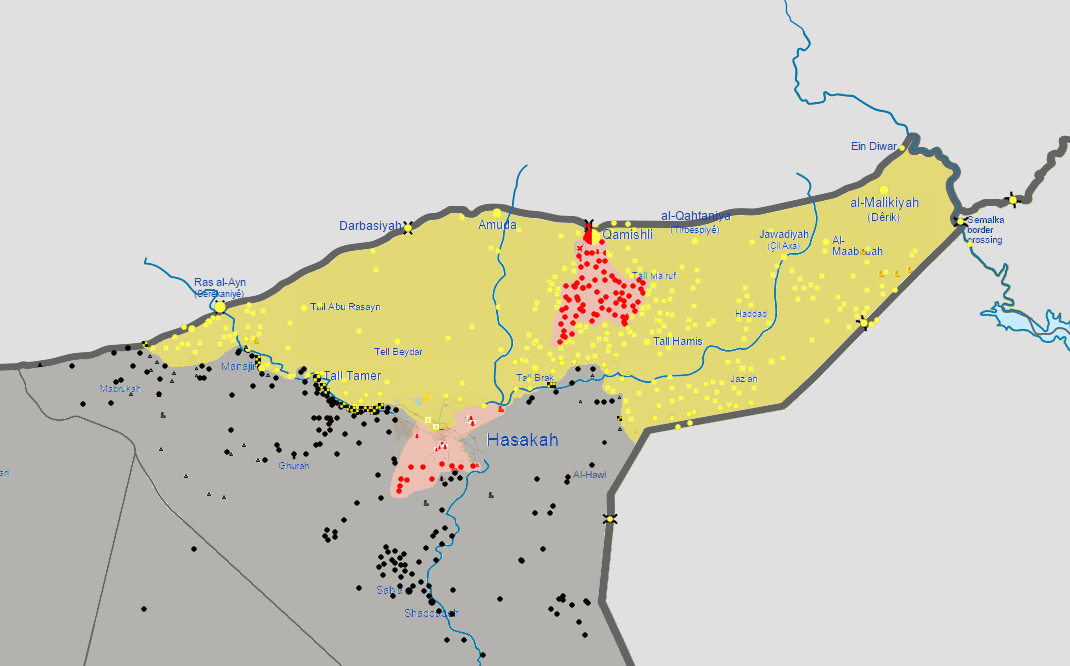
Az ISIL által maximálisan birtokolt területek mérete 2015. április közepéig.

## Az offenzíva

### Tell Tamer környéke és az Abdalaziz-hegy
2015. május 6-án kurd harcosok támadást indítottak Tell Tamer környékén, amit korábban az ISIL foglalt el tőlük. A következő három napban a várostól északra, Aalyah környékén és más környékeken szereztek meg területeket. Eközben az amerikaiak vezette légitámadások folyamatosan segítették a munkájukat.
Az offenzíva negyedik napján Rûbar Qamishlo kurd parancsnok, a hadművelet névadója, súlyosan megsérült. Qamishlo parancsnok május 14-én halt bele a sérüléseibe.
Május 10-én az YPG a Tell Tamert Aleppóval összekötő út mentén tett szert újabb területekre. Május 11-én a kurdok Salihiyyi közelében foglaltak el részeket másnap pedig Tell Tamertól északnyugatnak terjeszkedtek. Alya környékét május 13-án sikerült ellenőrzésük alá vonni.
Május 15-én az YPG az Asszír Katonai Tanács és a Khabour Gárda támogatásával újabb területeket foglalt el Tal Hormoz környékén, miközben az ISIL egy autóba rejtett pokolgépet robbantott fel. Két nappal később az ISIL Tal Hormoz egyes részeit is megszerezte, Razaa falu környékén pedig tovább folyt mindkét oldalról – a koalíciós légitámogatást is beleértve – a bombázások sorozata,
Május 18-án a kurdok két, az Abudaziz-hegyre vezető úthoz rálátást biztosító falut foglaltak el. Másnap az út mellett szereztek meg három falut, miközben az ISIL két helyen autóba rejtett bombát robbantott. Összességében május 17. és 19. között a kurdok nagyjából 20 falut szereztek meg.
Május 20-án a kurdok és szövetségeseik elfoglalták a hegy nehezebben megközelíthető oldalát. Ezen felül május 21-én megszerezték az Al-Qamishlit Aleppóval összekötő út mentén fekvő Aghaybesh falut.
Május 21-én a kurd vezetésű csapatok két asszír falu – Tal Shamira és Tal Nasri – mellett két másik falut is megszereztek. Ezzel véget ért a kéthetes offenzívájuk első fázisa, megszerezték a három hónappal korábban az ISIL kezére jutott keresztény településeket, és visszaszerezték a Abdalaziz-hegyet.

### Ras al-Ayn környéke

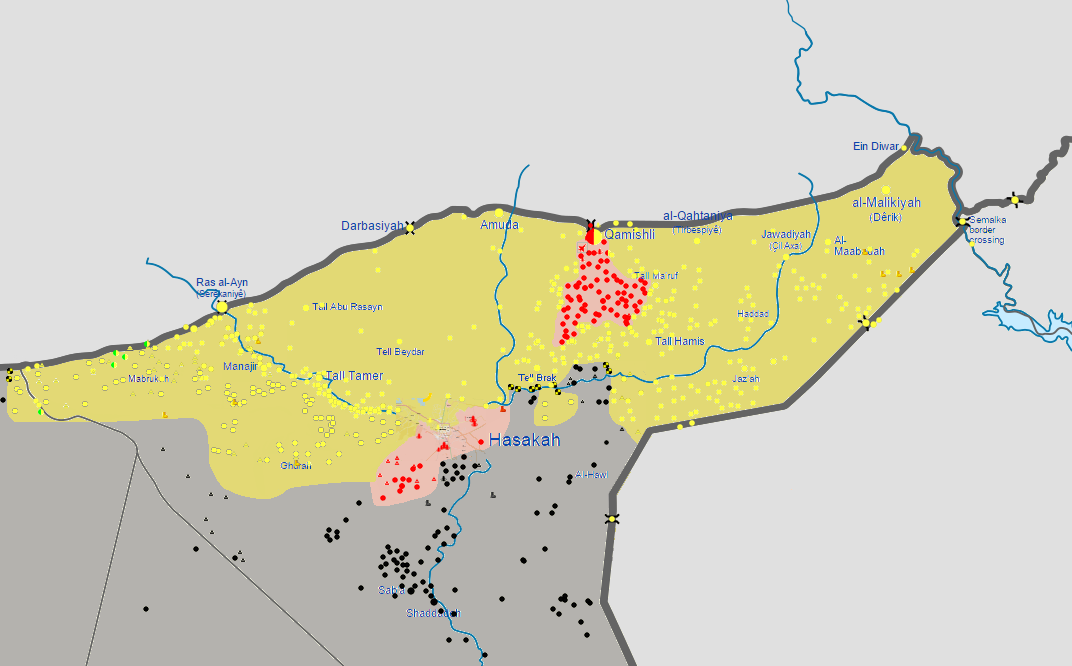
Haszaka kormányzóságban végbement területi változások a kurdok ellentámadásának végeztével, május 31-én

Május 26-án a kurdok elfoglalták Mabrouka városát Ras al-Ayn körzetnek a határhoz közel eső részén, így még közelebb jutottak az ISIL kezén lévő határvároshoz, Tel-Ábjádhoz, az olaj feketekereskedelmének és a fegyveresek törökországi utánpótlásának egyik központjához.
Mabrouka után a kurdok az iszlamisták kezén lévő határfalvakat támadták meg. Szerintük május 25. és 28. között 184 iszlamista harcost öltek meg.
Május 29-én az YPG a haditervük második részében Ras al-Ayn teljes környezetét elfoglalta. A nap későbbi részében Haszaka és Rakka kormányzóságok határán kitört összecsapásokban az SOHR szerint a szír–török határnál Nis Talban 30 civil halt meg. Ezzel ellentétben kurd források több mint 100 ember lemészárlásáról írtak. A polgári lakosságból az áldozatokat az ISIL végezt ki, mikor megpróbáltak elmenekülni a dzsihadisták előretörése elől. Eközben a kurdok 20 embert azért végeztek ki, mert szerintük támogatták az ISIL-t, Tell Tamerben és Ras al-Aynban pedig olyanok házát rombolták le, akik szerintük az ISIL munkáját segítették.
Május 31-én a kurd seregek átlépték Haszaka és Rakka határát, így véget ért a Haszakai kormányzóság nyugati oldalán az offenzívájuk.

## Következmények
Május 31-én a kurd seregek négy falut foglaltak el Haszaka és Rakka kormányzóságok határán. Az SOHR beszámolója szerint az YPG és az ISIL közti harcok tovább folytak Ras al-Ayntól délkeletre.